# فرودگاه ساوه
فرودگاه سیو (به انگلیسی: Savé Airport) یک فرودگاه با کد یاتا SVF است . این فرودگاه در کشور بنین قرار دارد .